# District de Jingyang
Pour les articles homonymes, voir Jingyang.
Le district de Jingyang (旌阳区 ; pinyin : Jīngyáng Qū) est une subdivision administrative de la province du Sichuan en Chine. Il est placé sous la juridiction de la ville-préfecture de Deyang.